# Gala (chanteuse)
Pour les articles homonymes, voir Gala.
Gala (de son nom complet Gala Rizzatto), née le 6 septembre 1975 à Milan (Italie), est une chanteuse et compositrice pop italienne. 
Révélée en 1996 par le titre Freed from Desire, qui connaît un grand succès international, elle publie l'année suivante son premier album, Come into My Life (en), qui comporte d'autres succès comme Let a Boy Cry et Come into My Life (en).

## Biographie

### Jeunesse
Gala Rizzatto passe son enfance à Milan avec ses parents, qui ont choisi son prénom en hommage à Gala Dali, la femme du peintre Salvador Dali.
À la fin de l’adolescence, elle suit des cours de photographie en Italie centrés sur le monde de l’art, puis décroche un poste d’assistante photographe à Londres.
Elle quitte l'Italie à 17 ans pour rejoindre une école d'Art à Boston, aux États-Unis. En 1993, elle s'installe à New York et obtient un diplôme à la Tisch School of the Arts alors qu'elle photographie régulièrement des scènes de coulisses de la vie nocturne des artistes et clubbers de la ville.

### 1996-2001: début de la carrière musicale
En échange d'une photo d'un disc-jokey européen, Gala enregistre son premier titre, Everyone has inside. Mais c'est le titre suivant, Freed from Desire, qui devient un classique de la pop internationale. Le morceau est enregistré à Londres et distribué par le label italien indépendant Do It Yourself Records.
En 1996, Gala est récompensée Meilleure interprète féminine de l'année en Italie par le magazine Musica e Dischi. En juillet 1997, elle reçoit un Italian Music Awards (en) en tant que Meilleure artiste pop-dance,. Le single est certifié disque de diamant en France,, disque de platine au Benelux, et disque d'or au Royaume-Uni. Elle est nommée la même année dans la catégorie Meilleure performance Dance aux MOBO Awards au Royaume-Uni et remporte le titre de Meilleure artiste étrangère au Midem.
Son album Come into My Life (en) paraît le 17 novembre 1997, et 4 des singles qui en sont extraits atteignent le Top 20 dans plusieurs pays d'Europe,,,.
En 1998, alors qu'elle interprète son titre Let a Boy Cry à Taratata, Gala rencontre Steve Fargnoli, le manager de Prince, qui devient par la suite son représentant. La même année, elle signe avec le label Universal Records en Italie. À la suite du décès soudain de Steve Fargnoli en 2001, Gala rompt son contrat avec Universal Records et repart pour New York.
En 2000, elle collabore avec le groupe Eiffel 65 sur un remix du titre Everyone has Inside[source secondaire souhaitée].
En 2004, Gala crée le label Matriarchy Records, basé à Brooklyn, qui a pour objectif d'aider les femmes à développer leur carrière musicale.

### 2005-2010
S'installant à Brooklyn, Gala décide de redéfinir son son, sa vie et sa carrière, en redevenant une artiste indépendante.
En 2005, l'album Faraway sort chez EMI et se classe no 6 en Grèce. Coproduit par Kevin Rudolf, musicien/producteur de Cash Money Records, Faraway est repris par Tamta en Grèce.
En septembre 2009, Matriarchy Records sort le nouvel album de Gala, Tough Love, qui contient des collaborations avec de nombreux producteurs renommés, dont le batteur Deantoni Parks (en), Marcus Bell et Kevin Rudolf. Gala collabore également avec Tamir Muskat, le fondateur de Balkan Beat Box, sur sa chanson I Am The World, The World Is Me.
Gala produit indépendamment quatre vidéoclips pour l'album Tough Love. La vidéo pour la chanson I Am The World, The World Is Me est tournée en collaboration avec le peintre et écrivain italo-argentin Sebastiano Mauri, avec son installation vidéo The Songs I Love To.

### 2011-2012
En 2011, Gala est la vedette du MNM Party Zone à Forest National à Bruxelles et de la tournée Dance Machine en France où elle se produit dans diverses villes.
En 2011, Gala interprète son nouveau single Lose Yourself In Me au concert Dance in the Summer de MixFM Radio à Beyrouth, avec Taio Cruz, T-Pain, Dev et Dash Berlin[pertinence contestée]. Lose Yourself In Me se classe n°1 au classement Liban RFX Radio pendant 3 semaines consécutives.

### 2014
Gala est la tête d'affiche de la cérémonie des Jeux olympiques d'hiver de 2014 au Medals Plaza à Sotchi. Le spectacle est retransmis en direct sur Europa Plus TV, la plus grande chaîne musicale en Russie. Elle interprète un set d'une heure dont son nouveau single, The Beautiful. Malgré la controverse entourant les Jeux olympiques, Gala commence sa performance avec son hit des années 90, Let A Boy Cry, en soutien à son public gay. Le 20 novembre, le label new-yorkais InHouse Records édite à New York l'EP The Beautiful de Gala, une collaboration avec Todd Terry, producteur et DJ de house music. Un EP de luxe a suivi, édité par Matriarchy Records, qui inclut des remixes de Todd Terry, Hoxton Whores, Lodge 21, Ryan and Smitty, Midnight Magic et Lauren Flax.

### Travaux parallèles
Gala a également travaillé en tant que compositrice pour des musiciens de musique classique comme Salvatore Licitra et Marcelo Alvarez sur l'album Duetto et Mario Frangoulis.

### Difficultés financières
En avril 2025, Gala révèle vivre comme une "nomade", sans véritable domicile fixe. Elle explique avoir, au début de sa carrière, signé un contrat désavantageux avec le patron du label indépendant "Do It Yourself". Ce n'est qu'en 2024, près de trente ans après la sortie de Freed from Desire, que Gala a obtenu le droit de réenregistrer son tube dans une nouvelle version qui lui appartient.

## Discographie

### Albums
| Year | Album                  | Charts | Charts | Charts | Charts | Charts | Certifications |
| Year | Album                  | FR     | BEL/Fr | BEL/Nl | SWI    | NL     | Certifications |
| ---- | ---------------------- | ------ | ------ | ------ | ------ | ------ | -------------- |
| 1997 | L'album                | 60     | —      | —      | —      | —      |                |
| 1997 | Come into My Life (en) | 32     | 16     | 28     | 49     | 20     | - France : Or  |
| 2007 | Coming Into A Decade   | —      | —      | —      | —      | —      |                |
| 2009 | Tough Love EP          | —      | —      | —      | —      | —      |                |
| 2009 | Tough Love             | —      | —      | —      | —      | —      |                |
| 2015 | Singles V1             | —      | —      | —      | —      | —      |                |

### Singles
| Year | Single                           | FR  | UK | BEL/Fr | BEL/Nl | CH | ITA | AU | NL | SWE | FIN | SPA | GRE | ISR | BRA | LIB | Certifications | Album                                      |
| ---- | -------------------------------- | --- | -- | ------ | ------ | -- | --- | -- | -- | --- | --- | --- | --- | --- | --- | --- | --- | ------------------------------------------ |
| 1996 | Everyone Has Inside              | 24  | —  | —      | —      | —  | 1   | —  | —  | —   | —   | 3   | 1   | —   | —   | —   | | L'album                                    |
| 1996 | Freed from Desire                | 1   | 2  | 1      | 1      | 13 | 1   | 16 | 6  | 42  | 17  | 1   | 1   | —   | 1   | —   | - Allemagne : Or - Royaume-Uni : 2 × Platine - Italie : 2 × Platine - France : Diamant - Grèce : Platine - Belgique : 2 × Platine | Come into My Life                          |
| 1997 | Let a Boy Cry                    | 1   | 11 | 1      | 1      | 23 | 1   | —  | 11 | —   | —   | 1   | 7   | 2   | 1   | —   | - France : Platine - Belgique : Platine                                                                                           | Come into My Life                          |
| 1997 | Come into My Life                | 10  | 38 | 4      | 6      | —  | 1   | —  | 36 | —   | —   | 1   | —   | 1   | 1   | —   | - France : Or - Belgique : Platine                                                                                                | Come into My Life                          |
| 1997 | Suddenly                         | 56  | —  | 34     | 43     | —  | 4   | —  | 85 | —   | —   | 1   | —   | —   | —   | —   | | Come into My Life                          |
| 2005 | Faraway                          | 71  | —  | —      | —      | —  | —   | —  | —  | —   | —   | —   | 5   | —   | —   | —   | | Single                                     |
| 2009 | Tough Love                       | —   | —  | —      | —      | —  | —   | —  | —  | —   | —   | —   | —   | —   | —   | —   | | Tough Love                                 |
| 2009 | Freed from Desire (The UN Remix) | —   | —  | —      | —      | —  | —   | —  | —  | —   | —   | —   | —   | —   | —   | —   | | Tough Love                                 |
| 2012 | Lose Yourself In Me              | 158 | —  | —      | —      | —  | —   | —  | —  | —   | —   | —   | —   | —   | —   | 1   | | Single                                     |
| 2015 | Rock Your World                  | —   | —  | —      | —      | —  | —   | —  | —  | —   | —   | —   | —   | —   | —   | —   | |                                            |
| 2015 | Love Impossible                  | —   | —  | —      | —      | —  | —   | —  | —  | —   | —   | —   | —   | —   | —   | —   | |                                            |
| 2015 | Start It Over                    | —   | —  | —      | —      | —  | —   | —  | —  | —   | —   | —   | —   | —   | —   | —   | |                                            |
| 2018 | Happiest Day Of My Life          | —   | —  | —      | —      | —  | —   | —  | —  | —   | —   | —   | —   | —   | —   | —   | | Favola (Original MotionPicture Soundtrack) |
| 2018 | Nameless Love                    | —   | —  | —      | —      | —  | —   | —  | —  | —   | —   | —   | —   | —   | —   | —   | | Favola (Original MotionPicture Soundtrack) |
| 2021 | Parallel Lines                   | —   | —  | —      | —      | —  | —   | —  | —  | —   | —   | —   | —   | —   | —   | —   | |                                            |